# Kevin Trudeau
Kevin Mark Trudeau (Lynn, 6 de fevereiro de 1963) é um autor, vendedor, e convicto fraudador americano.
Trudeau publicou uma série de livros com conteúdo controverso, incluindo o best-seller Natural Cures "They" Don't Want You to Know About, que lhe rendeu milhares de cópias vendidas ao ser divulgado em seus infomerciais próprios.
Em 2014, foi condenado a 10 anos de prisão por descumprir ordens judiciais emitidas pela Comissão Federal do Comércio dos Estados Unidos (FTC), relacionadas à exibição de seus infomerciais.

## Carreira
Trudeau é o filho adotivo de um casal oriundo de Lynn, Massachusetts, e frequentou o ensino secundário da cidade em St. Mary's High School. Formou-se em 1981, sendo condecorado pela sua turma como ''Mais Provável de Sucesso''.
Seu primeiro emprego foi como vendedor de carros, e mais tarde começou a participar de seminários onde vendia técnicas aprimoradas de memorização. 
No início da década de 1990, Trudeau chegou a ser condenado a dois anos de prisão por envolvimento em um esquema de fraude com cartões de crédito e por realizar consultas sem experiência médica.
Divulgou uma série de infomerciais noturnos, que foram exibidos em toda a rede televisiva da América do Norte. Em 1998, a Federal Trade Commission (FTC) o multou em 500 mil dólares por divulgar informações consideradas falsas e enganosas em seus anúncios, que também promoviam suplementos dietéticos, remédios para calvície, tratamentos contra vícios, cursos de memorização e estratégias de investimento. Em 2004, Trudeau concordou em pagar uma multa de 2 milhões de dólares por comercializar produtos protegidos pela Primeira Emenda à Constituição dos Estados Unidos.
Em 2005, o jornal The New York Times classificou Natural Cures "They" Don't Want You to Know About como o livro de autoajuda mais vendido daquele ano, permanecendo em primeiro lugar durante 25 semanas consecutivas.

## Vida pessoal
Trudeau esteve casado por três vezes. Seu primeiro casamento foi com uma imigrante ucraniana. Em 2007, esteve em um breve relacionamento com uma estudante norueguesa. No ano seguinte, conheceu Natalya Babenko, também ucraniana, que passou a administrar várias empresas do marido. Babenko separou-se de Trudeau em 2021.

## Livros

### Natural Cures "They" Don't Want You to Know About
Lançado em 2004, e publicado em língua portuguesa como ''Curas Naturais Que "Eles" Não Querem Que Você Saiba'', foi o maior best-seller do autor com mais de 5 milhões de cópias vendidas. O livro contém diversas alegações, algumas das quais sugerem que a luz solar não era causa de câncer de pele, e que protetores solares poderiam ser uma das principais causas dessa doença. O livro ainda afirma que a AIDS seria uma farsa inventada para promover o uso de medicamentos específicos.
Trudeau também sugeriu que doenças graves como câncer, herpes, artrite, AIDS, refluxo ácido, fobias, depressão, obesidade, diabetes, esclerose múltipla, lúpus, síndrome da fadiga crônica, TDAH, e distrofia muscular, tiveram suas curas ocultadas do público por uma coalizão formada pelo FDA, FTC, e grandes empresas alimentícias e farmacêuticas do mercado mundial.
Em outro momento, afirmou que a Universidade de Calgary havia desenvolvido um tratamento natural para o diabetes, mas os dados teriam sido anulados por possíveis represálias da indústria farmacêutica. Um porta-voz da universidade informou posteriormente à ABC News que nos 20 anos anteriores, a instituição não havia conduzido nenhum estudo relacionado com as alegações mencionadas por Trudeau. Em seguida, a universidade enviou uma carta a Trudeau solicitando que ele parasse de usar o nome da instituição.
Em um aviso público de 2005, o Conselho de Proteção ao Consumidor do Estado de Nova York, na época representado por sua presidente Teresa A. Santiago, alertou que o livro não continha curas reais, tratando-se apenas de especulações.

### The Weight Loss Cure "They" Don't Want You to Know About
Lançado em 2007, o livro propõe um plano de emagrecimento descrito na década de 1950 pelo endocrinologista britânico Albert Theodore William Simeons, o qual envolvia o uso de injeções de hCG (gonadotrofina coriônica humana). 
Em 1976, a FTC emitiu uma ordem exigindo que profissionais que utilizassem hCG ou a Dieta de Simeons, informassem seus pacientes sobre a falta de evidências associadas às dietas de restrição calórica.
A FTC, ao identificar que o material de Trudeau possuía deturpações que violavam uma ordem judicial previamente consentida, moveu novamente um processo contra o autor por desacato ao tribunal.

### Your Wish is Your Command
Lançado nos formatos físico e de áudio em 2009, Your Wish is Your Command, também envolvia a divulgação de convites de participação em um grupo privado denominado Global Information Network. Situado na Ilha de Nevis, o programa prometia compartilhar uma série de segredos para o sucesso.  
Durante seu julgamento em fevereiro de 2014, autoridades no tribunal informaram que o modelo de negócios do grupo era definido como um esquema de pirâmide, e seus ativos remanescentes foram leiloados posteriormente.

### Outros livros do autor:
- More Natural "Cures" Revealed
- The Debt Cure 'They' Don't Want You To Know About ".

## Acusações e Prisão
Trudeau foi acusado e processado pela FTC em 1998 por alegações sem fundamento em seu livro The Weight-Loss Cure "They" Don't Want You to Know About. Um acordo judicial o obrigou a pagar uma multa de 2 milhões dólares em 2004, e a assinar uma restrição que o proibia de veicular produtos relacionados à medicina alternativa. Contudo, após nova acusação por violar esses acordos, foi multado em 5 milhões de dólares em 2008 e proibido de aparecer em novos infomerciais por um período de três anos. Em 2011, o juiz Robert William Gettleman, do Tribunal do Distrito Norte de Illinois, considerou que Trudeau passaria a pagar 37,6 milhões de dólares por desacato judicial, o que o levou a entrar com um pedido de falência pessoal em abril de 2013.
Foi sentenciado a 10 anos de prisão, pelo não pagamento de multas ao tribunal. Seu julgamento ocorreu em Março de 2014. No mês seguinte, o jornal Chicago Tribune informou que mesmo após sua condenação, os infomerciais de Trudeau ainda continuavam em exibição nos canais norte americanos.
 

Trudeau deixou a prisão em 2022, conforme registro do Departamento Federal de Prisões do EUA (BOP). 